# Mistrzostwa Świata w Piłce Nożnej 2010 (eliminacje strefy CONCACAF)/Grupa 3
W Grupie 3 eliminacji do MŚ 2010 biorą udział następujące zespoły:
- Kostaryka
- Salwador
- Haiti
- Surinam

## Tabela
| Miejsce | Drużyna   | Mecze | Punkty | Zwyc. | Rem. | Por. | Bramki |
| ------- | --------- | ----- | ------ | ----- | ---- | ---- | ------ |
| 1       | Kostaryka | 6     | 18     | 6     | 0    | 0    | 20-3   |
| 2       | Salwador  | 6     | 10     | 3     | 1    | 2    | 11-4   |
| 3       | Haiti     | 6     | 3      | 0     | 3    | 3    | 4-13   |
| 4       | Surinam   | 6     | 2      | 0     | 2    | 4    | 4-19   |

## Wyniki
| 21 sierpnia 2008 | Kostaryka · Saborio 48' (k.) | 1-0(0-0) | Salwador | Estadio Ricardo Saprissa Aymá, San José · Widzów: 27 000 · Sędzia: Marco Rodríguez Meksyk |
|                  |                              |          |          |                                                                                           |

| 21 sierpnia 2008 | Haiti · Bertin 90' · Brunel 90+5' | 2-2(0-2) | Surinam · Christoph 31' 45+1' | Stade Sylvio Cator, Port-au-Prince · Widzów: 7 800 · Sędzia: Mauricio Navarro Kanada |
|                  |                                   |          |                               |                                                                                      |

| 6 września 2008 | Kostaryka · Ledezma 9' 41' · Alpizar 47' · Alonso 78' · Borges 79' · Solís 86' · Ruiz 89' | 7-0(2-0) | Surinam | Estadio Ricardo Saprissa Aymá, San José · Widzów: 11 000 · Sędzia: Steven Depiero Kanada |
|                 |                                                                                           |          |         |                                                                                          |

| 6 września 2008 | Salwador · Zelaya 7' 24' 57' · Larios 58' · Torres 79' | 5-0(2-0) | Haiti | Estadio Cuscatlán, San Salvador · Widzów: 21 000 · Sędzia: Jair Marrufo Stany Zjednoczone |
|                 |                                                        |          |       |                                                                                           |

| 10 września 2008 | Haiti · Vubert 38' | 1-3(1-1) | Kostaryka · Ruiz 17' 72' · Alpizar 86' | Stade Sylvio Cator, Port-au-Prince · Widzów: 14 700 · Sędzia: Carlos Batres Gwatemala |
|                  |                    |          |                                        |                                                                                       |

| 10 września 2008 | Surinam | 0-2(0-2) | Salwador · Martín 2' · Felter 12' (og) | André Kamperveen Stadion, Paramaribo · Widzów: 4 500 · Sędzia: Benito Archundia Meksyk |
|                  |         |          |                                        |                                                                                        |

| 11 października 2008 | Surinam · Sandvliet 48' | 1-4(0-2) | Kostaryka · Centeno 10' · Borges 41' · Alonso 47' · Solís 78' | André Kamperveen Stadion, Paramaribo · Widzów: 3 000 · Sędzia: Courtney Campbell Jamajka |
|                      |                         |          |                                                               |                                                                                          |

| 11 października 2008 | Haiti | 0-0(0-0) | Salwador | Stade Sylvio Cator, Port-au-Prince · Widzów: 10 000 · Sędzia: Neal Brizan Trynidad i Tobago |
|                      |       |          |          |                                                                                             |

| 15 października 2008 | Kostaryka · Díaz 16' · Núñez 90+2' | 2-0(1-0) | Haiti | Estadio Ricardo Saprissa Aymá, San José · Widzów: 5 500 · Sędzia: Ricardo Salazar Stany Zjednoczone |
|                      |                                    |          |       | |

| 15 października 2008 | Salwador · Zelaya 11' · Quintanilla 26' · Garden 81' (og) | 3-0(2-0) | Surinam | Estadio Cuscatlán, San Salvador · Widzów: 20 000 · Sędzia: Carlos Batres Gwatemala |
|                      |                                                           |          |         |                                                                                    |

| 19 listopada 2008 | Salwador · Corrales 17' | 1-3(1-2) | Kostaryka · Myrie 23' 90+4' · Fernández 29' | Estadio Cuscatlán, San Salvador · Widzów: 20 000 · Sędzia: Silviu Petrescu Kanada |
|                   |                         |          |                                             |                                                                                   |

| 19 listopada 2008 | Surinam · Christoph 41' | 1-1(1-1) | Haiti · Saint-Preux 30' | André Kamperveen Stadion, Paramaribo · Widzów: 800 · Sędzia: Marco Rodríguez Meksyk |
|                   |                         |          |                         |                                                                                     |